# Vidole schreineri
Vidole schreineri är en spindelart som först beskrevs av William Frederick Purcell 1904.  Vidole schreineri ingår i släktet Vidole och familjen Phyxelididae. Inga underarter finns listade i Catalogue of Life.